# 安枝瞳
安枝 瞳（やすえだ ひとみ、1988年3月23日 - ）は、日本の女性モデル、タレント、元レースクイーン、元グラビアアイドルである。愛称は、みぃちゃん、やっさん。
大阪府貝塚市出身。所属モデル事務所はワンエイトプロモーション。夫はお笑いタレントの古坂大魔王。
スーパー耐久イメージガールユニット『S＊CREW』（エスクルー）の元メンバー。グラビアアイドル時代は主に撮影会やイベントで活躍していた。

## 略歴
大阪府貝塚市出身。10歳の時に母を病気で亡くし、父と妹（1歳下）と共に生活する。
2009年頃からモデル・イベントコンパニオンの活動を本格化し、2010年の大阪オートメッセに出展していた「JUNCTION PRODUCE」ブースにおいて抜群の集客力を誇った。
2011年3月までは地元・関西を活動の場としていたが、スーパー耐久の13代イメージガール「Super Girls」に選ばれたため同年の4月より活動の場を関東に移す。2011年5月2日に開催された、「スタイルコーポレーション・チャリティライブ」にてユニット名が「S*CREW（エス・クルー）」と発表された。ちなみに同グループではキャプテン（いわゆるリーダー）を担当しているが、楽屋でじゃんけんの末、勝利しリーダーとなったらしい。
スーパー耐久のイメージガールは2014年まで4年連続で担当し、同イメージガール史上最長記録を打ち立てた。現在はタレント業の傍ら、S＊CREWで3年間共働した双月南那と共に、「KUCHIBIRU NETWORK」（クチビルネットワーク）という派生ユニットを組み活動している。
2015年にはアイドルDVDメーカーが選ぶ「プロが選ぶアイドルDVD賞」MVPに選ばれている。
2017年4月27日発売の写真集『やっさん』を最後にグラビア活動から卒業することを発表、同年8月4日、お笑いタレントの古坂大魔王との結婚を発表した。2018年1月12日、自身のInstagramにて、ハワイでの挙式写真とともに、結婚式と新婚旅行と家族旅行を行ったこと、妊娠5か月目になったことを報告した。6月17日に第1子となる女児を出産。2020年6月17日、第2子妊娠を報告。10月27日、第2子女児を出産。

## 人物
- 血液型A型。
- 趣味はドライブ、ゴルフ。
- 温泉好き。
- 好きな食べ物はみかん。

## 作品

### シングル
- Colorful（2013年1月16日、ブロスアーム） - EAN 4948722483144。

1. Colorful（作詞：安枝瞳、作曲：矢野テツタロー、編曲：根岸和寿）
2. 笑って（作詞：安枝瞳、作曲：矢野テツタロー、編曲：根岸和寿）
3. みかん（作詞：安枝瞳、作曲・編曲：根岸和寿）

### 映像作品
- CANDY（2012年12月21日、M.B.D.メディアブランド） - EAN 4547770015538。
- HITOMIX（2013年4月26日、グラッソ） - EAN 4571369481664。
- Sunrise（2013年8月23日、イーネット・フロンティア） - EAN 4571369481664。
- Hippy（2013年11月27日、イーネット・フロンティア） - EAN 4571369482111。
- Hitomi（2014年5月25日、エアーコントロール） - EAN 4538806021685。
- 瞬きしないで（2014年8月22日、竹書房） - EAN 4985914416658。
- 恋する瞳（2014年12月24日、イーネット・フロンティア） - EAN 4571369483927。
- ずっと一緒だよ！（2015年3月27日、グラッソ） - EAN 4515778512762。

## 出演

### テレビ
- オンナの進化論（テレビ大阪）
- The!Kachi-Mori（青森テレビ）
- ぱちロケ（青森テレビ） - メインMC
- モテモテかんぱにーR25（2014年10月9日、16日、関西テレビ） - 水着AD。
- コヤブガチピン写真館（2014年12月、フジテレビONE） - 第12回「冬の箱根SP前編! 自然と星空の撮影テクニックを学ぼう」。
- 鎧美女（2015年7月、フジテレビONE) - #4 初回放送。
- 浜ちゃんが!（2016年3月9日、読売テレビ）

### 映画
- 教科書にないッ! 3（2017年）
- 教科書にないッ! 4（2017年）

### 舞台
- 青の祓魔師 京都紅蓮篇　霧隠シュラ役　(8月5日～8月14日、Zeppブルーシアター六本木）

### イベント
- 2010年 大阪オートメッセ 「JUNCTION PRODUCE」ブース
- 2011年 フィッシングショーOSAKA 「マルキュー」ブース
- 2011年 大阪オートメッセ 「TOYOTA GAZOO Racing」ブース
- 2011年 - 2013年 スーパー耐久イメージガール
- 2011年 東京モーターショー 「ブリヂストン」ブース
- 2012年 東京オートサロン 「ブリヂストン」ブース
- 2012年 大阪オートメッセ 「IDEAL」ブース
- 2013年 大阪オートメッセ 「IDEAL」ブース
- 2014年 大阪オートメッセ　「IDEAL」ブース

### その他
- 「パチンコネバーランド」（青森県八戸市） - 初代イメージガール。南部バスの車内広告（ラッピング）にも安枝が使用されている。
- 「パチンコ&スロットneoMILLION」（青森県上北郡おいらせ町） - 初代イメージガール。
- 三栄書房「GOLF TODAY」GTバーディ's（2012年 - ）

## 書籍

### 写真集
- H PEAK（2015年1月15日、小学館、撮影：西田幸樹）ISBN 9784096822043
- ひとみしり（2015年10月27日、秋田書店、撮影：上野勇）ISBN 978-4253010931
- やっさん（2017年4月28日、徳間書店、撮影：佐藤裕之）ISBN 978-4198643836[14][15]